# Hermandad de Jesús Amigo de los Niños (Salamanca)
La hermandad de Jesús Amigo de los Niños es la cofradía que abre los desfiles de Semana Santa en Salamanca integrada principalmente por niños y niñas.

## Emblema
El emblema de la Hermandad está formado por una cruz roja orlada por una palma a la izquierda y una rama de laurel a la derecha. A los pies de la cruz una Biblia abierta mostrando el texto "Hosanna en los Cielos. Dejad que los niños se acerquen a mi". Todo se encuentra inscrito dentro de un escudo con fondo blanco.

## Historia

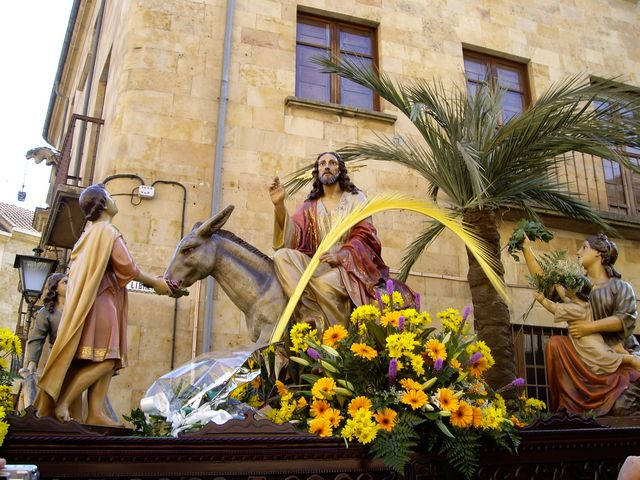
Antiguo grupo de la Borriquilla

A principios de la década de los 40 del siglo XX la entonces Junta Permanente de Semana Santa de Salamanca se propuso crear una procesión conmemorativa de la Entrada en Jerusalén para el Domingo de Ramos. En 1942 se designó una comisión para contactar con el Inspector de Primera Enseñanza y los directores de todos los colegios de la ciudad con el objetivo de que en el desfile participasen niños de distintos colegios. Se convocó un concurso entre los escultores de la Escuela de Imaginería de Salamanca para realizar el paso, resultando elegido el proyecto de Francisco González Macías. Ante la escasez de recursos se dejó momentáneamente aparcado el proyecto escultórico.
En 1945 el obispo dio un nuevo impulso al proyecto del desfile. Así se constituyó la hermandad teniendo como hermanos mayores a los maestros de primaria y menores a los alumnos, contando con la colaboración económica de los directores de los centros. El primer desfile tuvo lugar en la tarde del Domingo de Ramos de 1945 con el paso adquirido para las escuelas nacionales por iniciativa del obispo Fray Francisco Barbado Viejo a las fábricas de Olot. El grupo, de cinco figuras, fue arropado por alumnos de las escuelas acompañados por maestros y representaciones del resto de cofradías y hermandades de la ciudad. 
En 1946 se estrenaron los ornamentos de la carroza, bandera, banderines y trompetas con el emblema bordado de la hermandad. Ese mismo año se estableció el hábito de los cofrades que constaría de túnica de lana en blanco hueso con faja granate terminada en fleco dorado, cubriendo la cabeza con turbante hebreo granate. Los cofrades mayores cubrían el rostro con velo blanco bajo el turbante.
La hermandad se constituyó con sede canónica en la Iglesia de la Purísima, aunque los primeros años salió de la S. I. B. Catedral Nueva.
Dada la crisis que sufrieron las celebraciones de Semana Santa en Salamanca desde finales de los años 60 la cofradía no pudo desfilar en 1970 por motivos económicos, causando gran impacto la noticia en la ciudad. Al año siguiente se recuperó el desfile pidiendo la colaboración de los maestros de la ciudad.
En 1986 comenzó un proceso de renovación de la hermandad, formando una Junta Directiva que había desaparecido años atrás. En 1988 se redactaron unos nuevos estatutos por los que se permitía la admisión de cofrades, pasando a depender la economía de la hermandad de las cuotas de los mismos en lugar de las contribuciones de profesores y colegios. También en 1988 se trasladó la sede canónica a la Catedral Nueva.
Restructurada la hermandad se retomó la idea de encargar la ejecución de un grupo escultórico original. Así en 2002 se presentó un nuevo proyecto diseñado por el escultor extremeño Fernando Mayoral, para cuya realización sería precisa la colaboración de distintas instituciones públicas. Este proyecto, al igual que el de González Macías fue abandonado.
En 2002 la procesión salió de la Iglesia Nueva del Arrabal, cruzando el Tormes por el Puente Romano y entrando en la ciudad por la antigua Puerta de Aníbal. En 2004 se intentó recuperar este itinerario, entrando en polémica con la Hermandad del Cristo del Amor y de la Paz, que veía obstaculizadas las actividades que realiza en la mañana del Domingo de Ramos en esa misma iglesia. Así tras una reunión a la que acudieron representantes de las dos cofradías interesadas, de la Junta de Cofradías y del Obispado se acordó que la Borriquilla, como popularmente se conoce al paso, seguiría realizando su salida de la Catedral Nueva.
En 2006 se anunció la creación de un nuevo grupo escultórico bajo proyecto del escultor Carlos Guerra, contando con la financiación del Ayuntamiento, la imagen central de Cristo en la borriquilla se estrenaría en 2007 y grupo se iría completando paulatinamente hasta finalizarse en 2010. La fecha de entrega se fue demorando y en 2007 tuvo que volver a desfilar el grupo de Olot, que por la tarde desfiló también en la localidad de Ledesma (Salamanca), a la que se había cedido al pensar que ya no se necesitaría en Salamanca. Finalmente la nueva imagen de Jesús Amigo de los Niños llegó a Salamanca en vísperas del Domingo de Ramos de 2008, bendiciéndose el 15 de marzo y desfilando por primera vez ese año.
En 2009 introdujo en el desfile un paso infantil denominado el paso de la Palabra. Está formado por los elementos del escudo de la hermandad: la biblia abierta con el texto Dejad que los niños se acerquen a mí, que anteriormente portado un hermano en el desfile, un ramo de laurel y una palma.
En 2012 se comenzó a realizar un Vía Crucis nocturno en la madrugada del Domingo de Pasión dirigido a los hermanos mayores de edad, que partiendo de la iglesia de San Benito recorrieron las calles del centro de la ciudad portando una sencilla cruz de madera y sustituyendo el verdugo del Domingo de Ramos por una capelina negra con capucha. En 2015 se recuperó para el Vía Crucis la imagen del Cristo de la Paz que se custodia en la Iglesia de San Sebastián.
Para celebrar el 75 aniversario de la hermandad se programaron una serie de actos en 2020 que fueron suspendidos por la situación de pandemia de COVID 19. En junio de 2022 pudo celebrarse en la ciudad el III Congreso Nacional de Hermandades de la Sagrada Entrada Triunfal y una procesión extraordinaria con el antiguo grupo de Olot que entró a la ciudad desde el Arrabal.
El Domingo de Ramos de 2022 la hermandad reservó un tramo de su recorrido para público con TEA, desfilando sin música por la calle Libreros, medida que fue adoptada por el resto de cofradías de la ciudad al año siguiente. En 2023 la cofradía buscó hacer la procesión más accesible para personas con discapacidad con la instalación de carteles con pictogramas y códigos QR, con información sencilla sobre la procesión y la marcha interpretada en cada momento, a lo largo de todo el recorrido.

## Imágenes

### Grupo escultórico de la Sagrada Entrada en Jerusalén

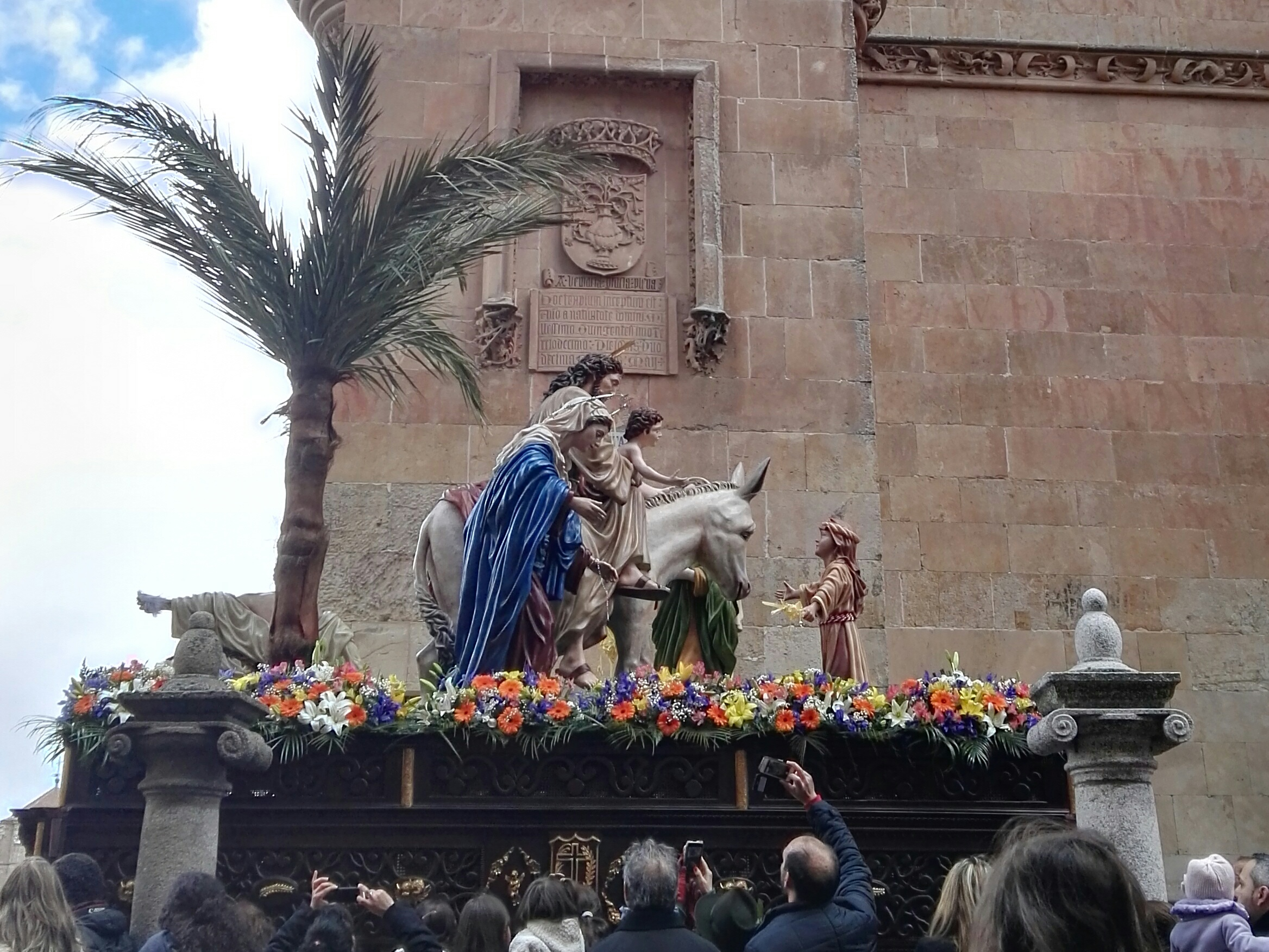
Actual paso de N.P. Jesús Amigo de los Niños

El primitivo grupo escultórico se compró a los talleres de imaginería de Olot, en Gerona, en 1945. Representaba a Jesús montado a lomos de la borriquilla mientras una niña tiende un manto a su paso y un niño arroja flores; a su vez una mujer muestra a un niño al Maestro. Al tratarse de imágenes de cartón piedra diseñadas en serie, idénticas a las que desfilan en muchas otras localidades españolas. Fue sustituido en 2008 por el grupo actual.
En 2006 se presentó un nuevo proyecto a cargo del escultor Carlos Guerra. En 2008 se entregó a la hermandad, con un año de retraso, la imagen de Cristo a lomos de la borrica llevando un niño en brazos, bendecida en vísperas de la Semana Santa de 2008 y retocada por el autor en 2009. El Domingo de Ramos de 2009 se estrenaron las imágenes de la Virgen María, denominada Ntra. Sra. de la Palma, una mujer embarazada y San Marcos Evangelista escribiendo el relato sentado en el suelo, que no pudieron ser bendecidas previamente por no llegar con tiempo suficiente. Un año después se añadió la imagen de un niño que acompaña a la Virgen.
En 2013 el escultor incumplió nuevamente su compromiso con la hermandad, al no entregar la escultura representando a un hebreo llevando una niña a hombros con la que el grupo habría quedado concluido.
Desfila sobre las andas del anterior grupo que han sido reformadas, ampliadas y parcialmente doradas, portado por hermanos con carga interior.

### Cristo de La Paz

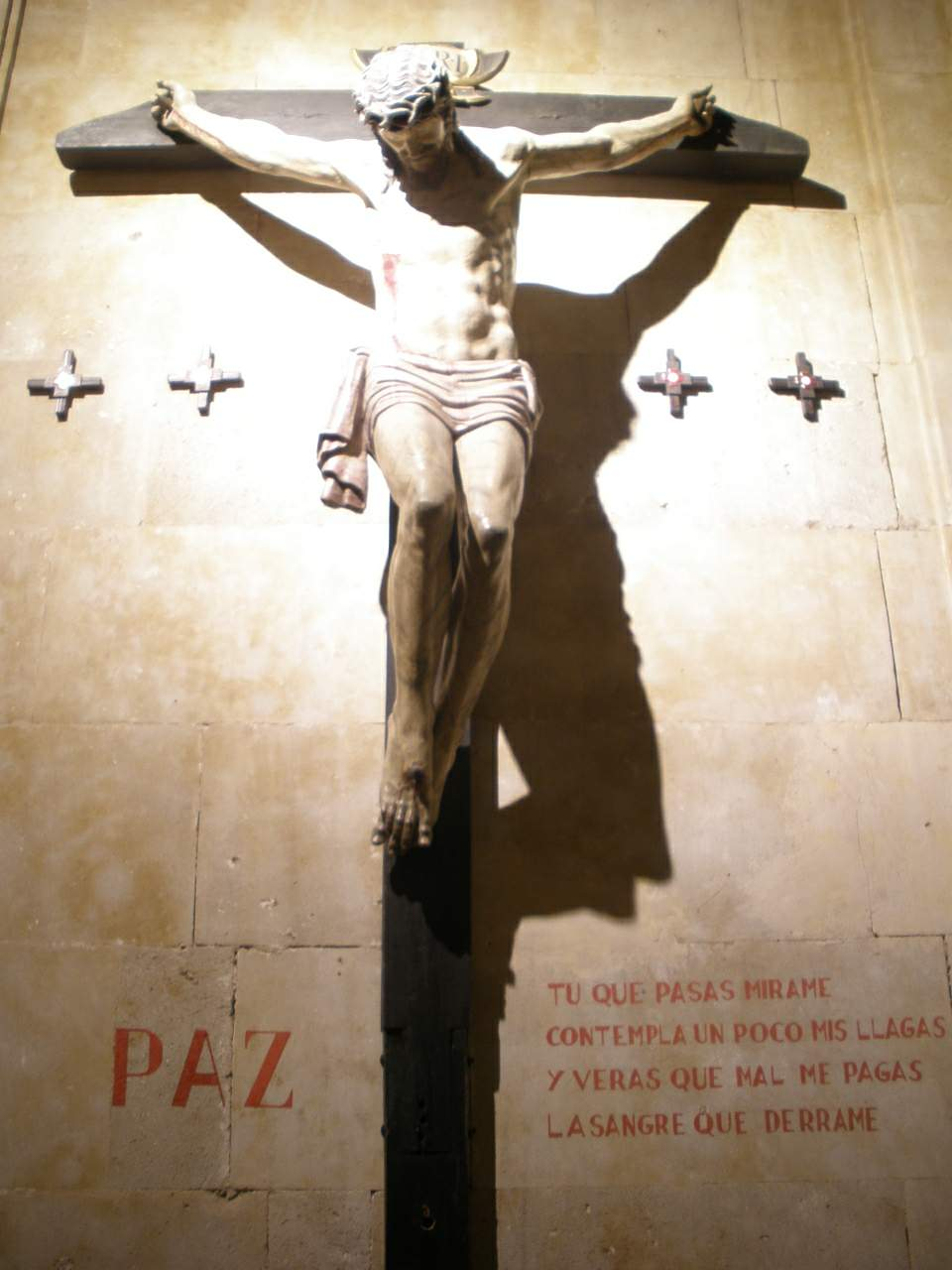
Cristo de la Paz, imagen recuperada para el Vía Crucis penitencial

La imagen del Cristo de la Paz se conserva en la iglesia de San Sebastián, situada en el lado de la epístola del crucero. Se trata de un crucificado de tamaño natural y cuya autoría no está documentada. Estilísticamente se encuadra en el clasicismo de la segunda mitad del siglo XVIII. La imagen ya había participado en la Semana Santa entre 1968 y 1970 con la desaparecida cofradía de los Excombatientes, ante la negativa a poder desfilar con el Cristo del Consuelo y Ntra. Sra. del Mayor Dolor que se encontraban en la iglesia de San Juan de Sahagún. Tras su recuperación para el vía crucis de La Borriquilla en 2015, se restauró la talla en 2016 gracias al acuerdo firmado entre el Ayuntamiento de Salamanca y la Junta de Semana Santa.
Es portado por los hermanos sin andas en el Vía Crucis que se celebra en la madrugada del Domingo de Pasión.

## Marchas dedicadas
- Jesús Amigo de los Niños de Salamanca. Abel Moreno Gómez, 2007
- Dejad que los Niños se Acerquen a Mi. José Javier Galiano Rodríguez, 2013[19]
- Hossana al Hijo de David. Adaptación de José Javier Galiano Rodríguez, 2013

## Hábito
Los hermanos menores visten túnica blanca y turbante hebreo del mismo color con cíngulo y cinta del turbante en azul para las niñas y en rojo para los niños. En el caso de los adultos la indumentaria es similar sustituyendo el turbante por verdugo blanco y llevando también capa. En la celebración del Vía Crucis penitencial, reservado a los hermanos adultos, el verdugo se sustituye por una capelina negra.